# Ferenc Keserű
Ferenc Keserű   (Budapest, 27 d'agost de 1903 - Budapest, 16 de juliol de 1968) va ser un waterpolista i nedador hongarès que va competir entre les dècades de 1910 i 1930. Era germà del també waterpolista Alajos Keserű.
El 1924 va prendre part en els Jocs Olímpics de París, on fou cinquè en la competició de waterpolo. Quatre anys més tard, als Jocs d'Amsterdam, va guanyar la medalla de plata en la competició de waterpolo i el 1932, als Jocs de Los Angeles, guanyà la medalla d'or. En el seu palmarès també destaquen dues lligues hongareses de waterpolo i tres campionats d'Europa (1926, 1927 i 1931). Entre 1927 i 1928 jugà en clubs de França i Bèlgica. Com a nedador destaquen dos títols nacionals en aigües obertes.